# Piper methysticum
Piper methysticum, também conhecida como Kava, é uma planta natural das ilhas do Oceano Pacífico, amplamente comercializada como medicamento. Kava-Kava, Kava ou Cava que significa amargo ou azedo nas línguas da Oceania:  ‘awa (Hawai), ava (Samoa), yaqona (Fiji), and sakau (Pohnpei/ Micronésia) é uma raiz da qual se prepara uma bebida de uso ritual comum aos povos do sul da Melanésia e Polinésia.

## Características
A Piper methysticum (G. Forster), da família Piperaceae é um arbusto que se desenvolve em altitudes que variam de 150 a 300 metros acima do nível do mar e cresce em solo pedregoso. Alcança uma altura de 2 a 2,5 metros, mas em condições especiais de temperatura, humidade e alta incidência solar pode alcançar 6 metros e apresentar copa extremamente densa.
Registram-se a ocorrência duas variedades cultivadas nas ilhas do Pacífico conhecidas por kava "nobre" ou "verdadeira" e kava "tu dei" e uma variedade selvagem "wichmannii kava"
Sua raiz penetra o solo 60 cm em média e seu diâmetro varia de 5 a 8 cm. Eventualmente a raiz pode tornar-se uma massa extremamente nodular, apresentando-se com sabor mais apurado com o decorrer dos anos.

## Uso tradicional
Segundo Riveres, um antropólogo e neuro-psiquiatra britânico a visão geralmente aceita é que a kava foi introduzida introduzido na Melanésia da Polinésia. Evidências linguísticas e etnográficas da forma ritual sugerem isto. Por exemplo uma distinção essencial entre os diferentes ritos associados ao culto ancestral e espíritos dos mortos, é que, na Polinésia e em Fiji, a kava é sempre preparada em quantidade e depois compartilhada entre os presentes, ou entre as pessoas mais importantes numa assembleia, enquanto na Melanésia o processo, como um todo permite um destaque maior a cada indivíduo. Cada homem faz para si mesmo nas Ilhas Torres, dois homens fazem um para o outro nas Ilhas Pentecostes, ou um homem prepara a substância por sua vez, para um número de homens da assembleia. Associado a esse caráter mais individual, constatou também que, no lugar da tigela grande em que a kava da Polinésia e Fiji é preparada, os melanésios das  Novas Hébridas do Norte, nas Ilhas Banks e das Ilhas Torres fazem isso nas pequenas xícaras onde bebem.
Possui uma longa história de consumo no Pacífico Sul, estimada em 2 ou 3 mil anos por alguns autores, e tem um papel importante nas cerimônias comunitárias tradicionais. Nos últimos tempos, tornou-se mais amplamente consumido como uma bebida recreativa tanto na comunidade das ilhas do Pacífico Sul como na comunidade internacional mais ampla. Dentro dessas comunidades, a kava é considerada uma bebida segura e agradável, baseada em uma longa tradição de uso e pouca evidência de danos nessas populações.
A bebida Kava é tradicionalmente preparada a partir do rizoma da planta (raiz descascada) da variedade de kava nobre; no entanto, informações disponíveis indicam que outras variedades estão sendo usadas isoladamente ou misturadas com esta para preparar bebidas de kava. Em algumas circunstâncias, outras partes da planta, como hastes ou cascas, também são misturadas com as raízes usadas para preparar a bebida.

## Uso medicinal
Preparações farmacológicas dessa planta (em cápsulas ou extratos) tem sido indicados para o tratamento sintomático de estágios leves a moderados de agitação,  tensão, ansiedade e insônia.
A raiz da Kava kava tem sido usada como anti-convulsiva, neuro-protetora e analgésica. Os efeitos Kava kava tem sido reportados como: anestesia ligeira da língua e dos lábios; um comportamento ligeiramente falador e eufórico; sensação de calma e bem-estar, pensamentos claros, relaxamento muscular. Os efeitos surgem em aproximadamente 1 hora após a ingestão e costuma durar entre 2-3 horas. Quando os efeitos se desenvolvem as suas qualidades soporíferas vêm à tona, e o utilizador normalmente adormece.
A raiz de kava (verdadeira) contém aproximadamente 15% de kavalactonas cerca de 50% da raiz kava seca é amido e os compostos responsáveis pelos efeitos farmacológicos do kava representam apenas 3-8% da raiz kava. Já os preparado fitofarmacêuticos padrão utilizados em pesquisa clínica na Europa no entanto contém 70% kavalactonas  Extrato seco de Kava-Kava  em cápsulas c/  equivalente a 70 mg de kava-lactonas por capsula de 100 mg (Laitan (Byk) 
Resultados de pesquisas sugerem que as kavalactonas potencializam a ação do GABAA, mas não alteram os níveis de dopamina e serotonina no sistema nervoso central. Contrariamente, para Sarris et al. Seu efeito é conseguido a partir da modulação da actividade de GABA através da alteração da estrutura da membrana lipídica e da função do canal de sódio, inibição da monoamina oxidase B e inibição da recaptação de noradrenalina e dopamina.
Os estudos da FAO/WHO referem-se a 3 (três) estudos de caso de indivíduos apresentando hepatotoxicidade após o consumo de bebida kava foram documentados, assinalam que há outros casos de hepatotoxicidade associados ao consumo de medicamentos preparados a partir de extratos orgânicos de kava relatados (principalmente na Europa). Questionando porém, se a etiologia da hepatotoxicidade observada é a mesma, no consumo de bebidas kava e no uso de medicamentos kava pela escasez de de estudos. Pesquisas clínicas em comunidades aborígenes no norte da Austrália com uma história de uso frequente de kava não revelaram qualquer evidência de dano hepático a longo prazo associado ao consumo de bebida kava.